# 柏木惠子
柏木 惠子（かしわぎ けいこ、1932年7月 - ）は、日本の心理学者。東京女子大学名誉教授。千葉県生まれ。

## 人物
専門は、発達心理学・家族心理学。発達心理学の分野で、歴史人口学・文化人類学・家族社会史など広い知見を背景に、変動する社会と家族・人間の発達を新しい視点でとらえ発達研究の枠を広げている。またジェンダー問題に関する急進的な論客としても知られている。
人格心理学・計量行動学者の柏木繁男は夫である。

## 経歴
- 1955年 東京女子大学文学部心理学科卒業。
- 1960年 東京大学大学院人文科学研究科博士課程修了
- 1960年 東京女子大学文理学部講師
  - のち助教授、教授
- 1986年 「就学前幼児における「自己」の発達 -行動の自己制御機能(self-regulation)を中心に-」で東京大学より教育学博士の学位を取得。
- 1990年 東京女子大を定年、名誉教授、白百合女子大学文学部教授
- 2000年 日本学術会議 第1部会員(第18期,第19期)
- 2002年 文京学院大学人間学部教授、同大学院人間学研究科教授
- 2008年 退職
- 2011年 瑞宝中綬章受章[1]。

## 著作
- 『子どもの見ること・考えること』日本文化科学社 1970
- 『子どもの発達・学習・社会化 －発達心理学入門』有斐閣選書、1978
- 『子どもの「自己」の発達』東京大学出版会 1983
- 『幼児期における「自己」の発達 行動の自己制御機能を中心に』東京大学出版会 1988
- 『親の発達心理学 ―今、よい親とはなにか－』岩波書店、1995
- 『子どもという価値 ―少子化時代の女性の心理―』中公新書、2001
- 『子育て支援を考える ―変わる家族の時代に―』岩波ブックレット、2001
- 『家族心理学 ―社会変動・発達・ジェンダーの視点―』東京大学出版会、2003
- 『子どもが育つ条件 -家族心理学から考える』岩波新書、2008
- 『親と子の愛情と戦略』講談社現代新書、2011
- 『おとなが育つ条件　発達心理学から考える』岩波新書、2013

## 共編著
- 青年心理学 現代に生きる青年像 井上健治,古沢頼雄共編 有斐閣 1975
- 父親の発達心理学 ―父性の現在とその周辺 川島書店  1993
- 発達心理学とフェミニズム 高橋恵子共編著 ミネルヴァ書房 1995.6
- 発達心理学への招待 人間発達をひも解く30の扉 古澤頼雄,宮下孝広共著 ミネルヴァ書房、1996
- 子育て広場武蔵野市立0123吉祥寺 地域子育て支援への挑戦 森下久美子共編著 ミネルヴァ書房 1997.11
- 文化心理学 理論と実証 北山忍,東洋共編 東京大学出版会 1997.11
- 結婚・家族の心理学 家族の発達・個人の発達 ミネルヴァ書房 1998.5
- エッセンシャル心理学 30章で学ぶこころの世界 藤永保共著 ミネルヴァ書房 1999.6
- 流動する社会と家族Ⅰ社会と家族の心理学 東洋共編　ミネルヴァ書房、1999
- 女性のライフデザインの心理 1-2 伊藤美奈子共編 大日本図書 2001
- 心理学とジェンダー ―学習と研究のために 高橋恵子共編　有斐閣、2003
- キャリアを開く 女性研究者のあゆみ 国立女性教育会館女性研究者ネットワーク支援プロジェクト共編 ドメス出版、2005
- ジェンダーの心理学 心と行動への新しい視座 鈴木淳子共著 培風館 2006.7
- 家族心理学への招待 今、日本の家族は?家族の未来は? 大野祥子,平山順子共著 ミネルヴァ書房 2006.3
- ウォームアップ心理統計 村井潤一郎共著 東京大学出版会 2008.3
- 日本の男性の心理学 もう1つのジェンダー問題 高橋惠子共編　有斐閣 2008.6
- 家族の心はいま 研究と臨床の対話から 平木典子共著 東京大学出版会 2009.4
- よくわかる家族心理学　ミネルヴァ書房 2010.2
- ヒトの子育ての進化と文化 アロマザリングの役割を考える 根ケ山光一共編著 有斐閣 2010.7

## 翻訳
- 子どもの会話 おしゃべりにみるこころの世界 C.ガーヴェイ 日笠摩子共訳 サイエンス社 1987.6

## 論文
- 「形態認知の発達的研究 I II 」 『日本女子大学論集』 第14巻 1号 - 2号 1962
- 「性的差別」 沢田慶輔編 『青年心理学』 東京大学出版会 1966
- 「両親への同一視に関する最近の研究」 『教育心理学研究』 第14巻 4号 1966
- 「青年期における性役割の認知」 『教育心理学研究』 第15巻 4号 1967
- 「パーソナリティの形成」 藤永保編 『講座心理学 11. 精神発達』 東京大学出版会 1971
- 「青年期における性役割の認知 II 」 『教育心理学研究』 第20巻 1号 1972
- 「現代青年の性役割の習得」 『現代青年心理学講座 5. 現代青年の性意識』 金子書房 1973
- 「青年期における性役割の認知 III 」 『教育心理学研究』 第22巻 4号 1974
- 「親の性格しつけと青年」 依田新編 『青年心理学 2. 現代青年の生態』 金子書房 1975
- 「母親の教授スタイルと教育観-母親の子どもに対する行動と態度の一貫性の検討」 『教育心理学研究』 第24巻 1号 1976
- 「人間学習における自己強化-その形成機制と機能」 『教育心理学研究』 第24巻 3号 1976
- 「社会的学習としての発達の文化差とその要因」 『心理学評論』 第22巻 3号 1979
- 「人格・発達」 梅岡義貴ほか編 『心理学の展開』 北樹出版 1980
- 「現代の母性意識」 『母子研究』 第3号 1980
- 『東京女子大学卒業生の生活と意見-1978年「大学卒業後の諸活動と意識に関する調査」報告』 東京女子大学比較文化研究所 1980
- 「社会化と個性化」 『講座現代の心理学 2. 人間の成長』 小学館 1982
- 「文化と子ども」 『波多野・依田 児童心理学ハンドブック』 金子書房 1983
- 「人格・自我形成」 香取廣人編 『現代基礎心理学 10. 発達 II 』 東京大学出版会 1984
- 「発達期待」 『パッケージ性格の心理 1. 性格の発達と形成』 ブレーン出版 1985
- 「自己制御 (self-regulation) の発達」 『心理学評論』 第29巻 1号 1986
- "Early maternal influences upon later cognitive development among Japanese children: A follow up study ", Japanese Psychological Research, Vol. 24, 1987
- 「親と子の相互作用」 岡堂哲雄編 『講座家族心理学 6. 家族心理学の理論と実際』 金子書房 1988
- 「しつけの日米比較」 依田明編 『性格心理学新講座 2. 性格形成』 金子書房 1989
- 「性役割と発達-心理学的視点から」 『教育と医学』 第37巻 6号 1989
- 「女性における職業的発達とその環境要因に関する研究」 『発達研究』 第9巻 1993
- 「『親になる』ことによる人格発達-生涯発達的視点から親を研究する試み-」『発達心理学研究』 第5巻 1号 1944
- "Descriptors for an intelligent person: Japanese study", Japanese Psychological Research, Vol. 37, 1995
- 「女性における子どもの価値-今、なぜ子どもを産むのか」 『教育心理学研究』 第47巻 2号 1999
- 「母子分離 (保育園に子どもを預ける) についての母親の感情・認知」 『家族心理学研究』 第14巻 1号 2000

## 学術賞
- 1996年 日本発達心理学会論文賞

## 所属学会
- 日本心理学会
- 日本発達心理学会 (元理事長)
- 日本教育心理学会
- 日本家族心理学会
- 日本家族社会学会
- 日本パーソナリティ心理学会
- 日本感情心理学会
- 国際行動発達学会